# Ed Carpenter

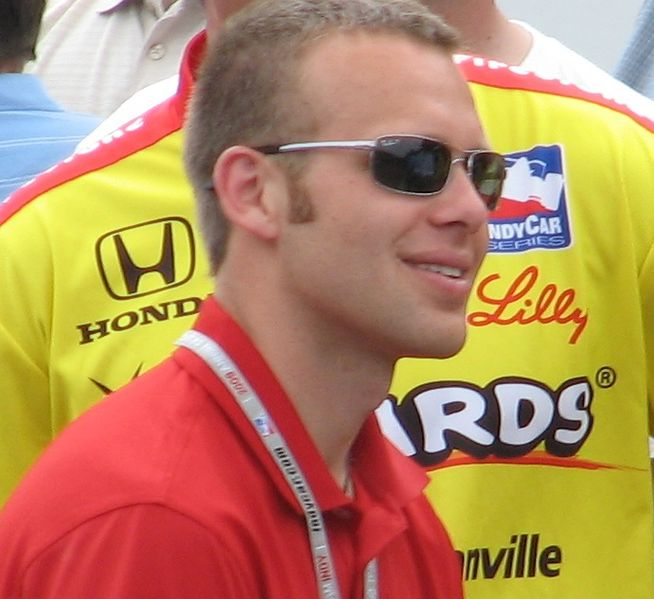
Ed Carpenter en el Día de la Carburación de las 500 Millas de Indianápolis de 2009.

Everette Edward Carpenter Jr., más conocido como Ed Carpenter (3 de marzo de 1981, Paris, Illinois, Estados Unidos), es un piloto de automovilismo de velocidad estadounidense que ha competido en la categoría de monoplazas IndyCar Series desde 2003. Ha obtenido tres victorias, nueve podios y cuatro pole positions en la IndyCar. Sus mejores resultados de campeonato han sido 12.º en 2009 y 14.º en 2006.
Se lo considera un experto en óvalos, donde ha obtenido sus mejores resultados en la IndyCar: tres victorias en Kentucky 2011, Fontana 2012, y Texas 2014, cinco segundos puestos en Kentucky 2009, Kentucky 2010, Fontana 2013, las 500 Millas de Indianápolis de 2018 y Gateway 2019, un tercer lugar en Fontana 2014 y 15 top 5. En circuitos mixtos obtuvo solamente dos top 10: un quinto puesto en Watkins Glen 2006 y un décimo en Detroit 2007.
Carpenter es hijastro de Tony George, fundador y dirigente de la IndyCar.

## Inicios y primeros años en la IndyCar
Carpenter vivió desde los ocho años en la ciudad de Indianápolis. El piloto se formó durante su infancia y adolescencia, compitiendo en midgets y luego automóviles sprint a partir de 2000.
En 2002, el piloto pasó a disputar la categoría promocional de monoplazas Infiniti Pro Series, recién creada y que visitaba únicamente óvalos pavimentados. Ese año finalizó tercero en el campeonato por detrás de A. J. Foyt IV y Arie Luyendyk Jr., con tres podios en siete carreras.
Carpenter obtuvo la primera edición de la Freedom 100 de Indianápolis. Además, resultó segundo en otras tres carreras de las 12 que componían el calendario de la Infiniti Pro Series 2003, finalizando así tercero por detrás de Mark Taylor y Jeff Simmons. Luego de graduarse en marketing en la Universidad Butler, debutó en la IndyCar Series con el equipo PDM, finalizando dos de las tres fechas finales de 2003.
Cheever fichó a Carpenter para disputar la IndyCar 2004 como titular. Al volante de un Dallara-Chevrolet, obtuvo un octavo lugar como mejor resultado, aunque abandonó en las 500 Millas de Indianápolis y otras seis carreras de las 16 del calendario. Así, el indianés quedó 16.º en la tabla general y segundo mejor novato.

## Vision (2005-2009)
El piloto no consiguió butaca para la temporada 2005. Su padrastro compró los restos del equipo Kelley para fundar Vision, y le ofreció un Dallara-Toyota número 20 a su hijastro. Sus mejores resultados fueron un 10.º en Nashville y un 11.º en Indianápolis, y abandonó en siete de 17 carreras. De este modo, resultó 17.º en el campeonato.
Carpenter continuó en el equipo Viso para la temporada 2006, ahora con motores del único proveedor, Honda. En la primera fecha tuvo un choque con Paul Dana durante una tanda de entrenamientos. Dana murió tras el impacto, en tanto que el indianés salió del hospital al día siguiente, faltando a las dos primeras carreras. Ese año obtuvo seis top 10, destacándose un quinto puesto en Chicagoland y un sexto en el autódromo de Watkins Glen, además de un 11.º en Indianápolis. Así, el indianés concluyó el año en la 14.ª posición general.
En 2007, Carpenter consiguió seis top 10 en 17 carreras, entre ellos dos sextos y un décimo en el callejero de Detroit, de manera que resultó 15.º en el campeonato. En 2008, la IndyCar absorbió varias carreras de la extinta Champ Car, entre ellas varios circuitos mixtos. El indianés consiguió siete top 10 en 2008, entre ellos un quinto puesto en Homestead, un quinto en Indianápolis y dos sextos.
En su quinto año como piloto de Vision, Carpenter consiguió un segundo puesto en Kentucky (donde Ryan Briscoe lo superó por 0,0162 segundos), un sexto en Chicagoland, un octavo en Indianápolis y otros tres top 10. El piloto concluyó la temporada 2009 en la 12.ª colocación final, su mejor resultado de campeonato en la IndyCar.

## Años posteriores (2010-presente)
Vision cerró por falta de patrocinios para 2010. Carpenter disputó para las 500 Millas de Indianápolis para Panther, donde clasificó octavo y finalizó 17.º. Más tarde disputó otras tres carreras en óvalos para Panther, llegando segundo en Kentucky.
En 2011, Carpenter disputó 11 carreras de 18 para Sarah Fisher. Ese año, obtuvo tres 11.º puesto en Indianápolis, Iowa y New Hampshire, y obtuvo su primera victoria en Kentucky, con un margen de 0,0098 segundos con respecto a Dario Franchitti.
El indianés fundó su propio equipo para correr en la temporada 2012. Al volante del nuevo Dallara DW12, de vuelta con el número 20 y motores Chevrolet, obtuvo dos octavos puestos y un triunfo en las 500 Millas de Fontana, para resultar 18.º en el clasificador final.
Carpenter obtuvo la pole position para las 500 Millas de Indianápolis de 2013, resultando décimo en la carrera. Consiguió cinco top 10 en 19 carreras, destacándose un segundo puesto en Fontana y dos cuartos. Por tanto, culminó el año en el 16.º puesto.
Para la temporada 2014, Carpenter optó por dejar de correr en circuitos mixtos. Obtuvo la pole position para las 500 Millas de Indianápolis, pero abandonó al chocar con James Hinchcliffe. Luego venció en Texas, fue quinto en Iowa y tercero en Fontana. Esto lo ubicó quinto en la clasificación extraoficial de óvalos.
En 2015, el estadounidense finalizó sexto en Iowa y décimo en Milwaukee, mientras que abandonó en las otras cuatro carreras ovales. En 2016 sufrió retiros en cuatro de las cinco carreras ovales, consiguiendo únicamente dos 18.º puestos en Iowa y Texas. Al año siguiente, obtuvo una séptima posición en Phoenix como mejor resultado.
Carpenter logró la pole position para las 500 Millas de Indianápolis de 2018, terminando la carrera en segunda posición, detrás de Will Power. También obtuvo un séptimo lugar y dos décimos. En 2019 quedó segundo en Gateway a 40 milésimas del ganador Takuma Satō, además de obtener dos sextos lugares en Indianápolis y Pocono.